# مدرسة الطب بجامعة إيموري
جامعة إيموري مدرسة الطب (بالإنجليزية: Emory University School of Medicine)‏ هي إحدى الكليات لتدريس الطب في الولايات المتحدة الأمريكية. تقع في مدينة أتلانتا في ولاية جورجيا الأمريكية. نوع الشهادة الطبية التي يتم تحصيلها هناك هي دكتور في الطب.